# Rukmani Devi
Rukmani Devi (ur. 15 stycznia 1923 w Nuwara Eliya zm. 25 września 1978 w Thudalli) - piosenkarka i aktorka ze Sri Lanki.